# Begraafplaats van Artres
De Begraafplaats van Artres is een gemeentelijke begraafplaats in de Franse gemeente Artres in het Noorderdepartement. De begraafplaats ligt aan de oostelijke rand van het dorpscentrum van Artres.

## Britse oorlogsgraven
Op de begraafplaats bevindt zich een Brits militair perk met gesneuvelden uit de Eerste Wereldoorlog. Het perk telt 6 geïdentificeerde graven van militairen die sneuvelden in oktober en november 1918. Het perk bevindt zich net aan de ingang van de begraafplaats en wordt onderhouden door de Commonwealth War Graves Commission. In de CWGC-registers is de begraafplaats opgenomen als Artres Communal Cemetery.